# Babinci
Babinci so  naselje v Občini Ljutomer.